# Adriatische Basketballliga 2013/14
Die Adriatische Basketballliga Saison 2013/14 war die dreizehnte Saison der Adriatischen Basketballliga. An der Saison 2013/14 nahmen 14 Mannschaften aus 7 Ländern teil.
Die Saison begann am 4. Oktober 2013 und endete am 31. März 2014. Anschließend fand das Final-four der vier besten Teams statt. Meister wurde zum ersten Mal KK Cibona Zagreb.

## Turnierformat
In der regulären Saison spielten 14 Mannschaften eine Doppelrunde jeder gegen jeden. Anschließend spielten die ersten vier Mannschaften das Final-four.

### Teilnehmende Mannschaften
| Land                    | Team                   | Stadt         | Spielort (Kapazität)                    |
| ----------------------- | ---------------------- | ------------- | --------------------------------------- |
| Bosnien und Herzegowina | Igokea                 | Aleksandrovac | Sporthalle Laktaši (3.000)              |
| Bosnien und Herzegowina | Široki Brijeg          | Široki Brijeg | Dvorana Pecara (4.500)                  |
| Kroatien                | KK Cibona Zagreb       | Zagreb        | Dražen-Petrović-Basketballhalle (5.400) |
| Kroatien                | KK Cedevita            | Zagreb        | Dom športova (4.000)                    |
| Kroatien                | KK Zadar               | Zadar         | Dvorana Krešimira Ćosića (9.000)        |
| Nordmazedonien          | KK MZT Skopje          | Skopje        | Jane Sandanski Arena (6.500)            |
| Montenegro              | KK Budućnost Podgorica | Podgorica     | Sportski centar Morača (5.000)          |
| Serbien                 | KK Roter Stern Belgrad | Belgrad       | Pionir-Halle (8.150)                    |
| Serbien                 | KK Mega Basket         | Belgrad       | Sporthalle Pinki (3.000)                |
| Serbien                 | KK Partizan            | Belgrad       | Pionir-Halle (8.150)                    |
| Serbien                 | KK Radnički Kragujevac | Kragujevac    | Hala Jezero (5.320)                     |
| Slowenien               | KK Krka                | Novo Mesto    | Leon Štukelj Halle (3.000)              |
| Slowenien               | Union Olimpija         | Ljubljana     | Arena Stožice (12.480)                  |
| Ungarn                  | Szolnoki Olaj          | Szolnok       | Tiszaligeti Sportcsarnok (3.000)        |

## Reguläre Saison
Die Spiele der regulären Saison fanden vom 4. Oktober 2013 bis zum 31. März 2014 statt.

### Tabelle
Endstand
| Platz | Team                | Sp | S  | N  | P+   | P-   | Diff |
| ----- | ------------------- | -- | -- | -- | ---- | ---- | ---- |
| 1     | Roter Stern         | 26 | 22 | 4  | 2017 | 1725 | +292 |
| 2     | Cedevita Zagreb     | 26 | 19 | 7  | 1917 | 1802 | +115 |
| 3     | Partizan Belgrad    | 26 | 18 | 8  | 1837 | 1677 | +160 |
| 4     | Cibona Zagreb       | 26 | 17 | 9  | 2001 | 1919 | +82  |
| 5     | Budućnost           | 26 | 15 | 11 | 1921 | 1851 | +70  |
| 6     | Igokea              | 26 | 13 | 13 | 1857 | 1935 | −78  |
| 7     | Krka Novo Mesto     | 26 | 12 | 14 | 1815 | 1810 | +5   |
| 8     | Mega Vizura         | 26 | 12 | 14 | 2111 | 2122 | −11  |
| 9     | MZT Skopje Aerodrom | 26 | 12 | 14 | 1964 | 1974 | −10  |
| 10    | Union Olimpija      | 26 | 11 | 15 | 1788 | 1804 | −16  |
| 11    | Radnički            | 26 | 10 | 16 | 1977 | 2099 | −122 |
| 12    | Szolnoki Olaj       | 26 | 8  | 18 | 1793 | 1937 | −144 |
| 13    | Zadar               | 26 | 7  | 19 | 1776 | 1956 | −180 |
| 14    | Široki Brijeg       | 26 | 6  | 20 | 1789 | 1952 | −163 |

## Finale Four
Das Final four fand vom 24. bis 27. April 2014 statt.
|  | Halbfinale | Halbfinale             | Halbfinale |  |  | Finale | Finale           | Finale |
|  |            |                        |            |  |  |        |                  |        |
|  |            |                        |            |  |  |        |                  |        |
|  | 1          | KK Roter Stern Belgrad | 70         |  |  |        |                  |        |
|  | 4          | KK Cibona Zagreb       | 75         |  |  |        |                  |        |
|  |            |                        |            |  |  | 4      | KK Cibona Zagreb | 72     |
|  |            |                        |            |  |  | 2      | KK Cedevita      | 59     |
|  | 2          | KK Cedevita            | 81         |  |  |        |                  |        |
|  | 3          | KK Partizan            | 79         |  |  |        |                  |        |
|  |            |                        |            |  |  |        |                  |        |

## Auszeichnungen

### Regular Season MVP
Dario Šarić von  KK Cibona Zagreb

### Final-four MVP
Dario Šarić von  KK Cibona Zagreb